# Knox County (Ohio)
 For alternative betydninger, se Knox County. (Se også artikler, som begynder med Knox County)
Knox County er et county i den amerikanske delstat Ohio.

## Demografi
Ifølge folketællingen fra 2000 boede der 54,500 personer i amtet. Der var 19,975 husstande med 14,362 familier. Befolkningstætheden var 16 personer pr. km². Befolkningens etniske sammensætning var som følger: 97.66% hvide, 0.67% afroamerikanere, 0.21% indianere, 0.34% asiater, 0,02% fra Stillehavsøerne, 0.21% af anden oprindelse og 0.89% fra to eller flere etniske grupper.
Der var 19,975 husstande, hvoraf 32.50% havde børn under 18 år boende. 59.60% var ægtepar, som boede sammen, 8.50% havde en enlig kvindelig husejer som beboer, og 28.10% var ikke-familier. 23.90% af alle husstande bestod af individer, og i 10.60% var der en beboer, som boede alene og var 65 år eller ældre.
Gennemsnitsindkomsten for en hustand var $38,877 årligt, mens gennemsnitsindkomsten for en familie var på $45,119 årligt.